# Щека

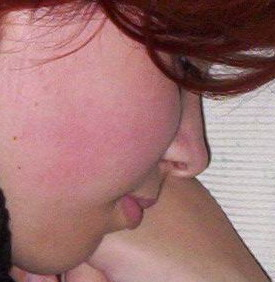
Правая щека девушки

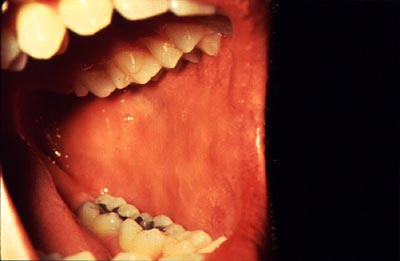
Слизистая оболочка левой щеки человека

Щека (щёчная область, лат. bucca) — парная боковая часть лица человека или морды животного, распространяющаяся от скуловой дуги до нижнего края нижней челюсти. Отделяется от носовой и ротовой областей носогубной бороздой, сзади продолжается околоушно-жевательной областью. Кожа щеки тонкая, прочно сращена с выраженной подкожной клетчаткой, содержащей лицевые артерию и вену. Иннервируется щёчным нервом. У животных пятна на щеках — важный признак отличия вида.

## Строение
Щёки покрыты снаружи кожей, имеют в составе щёчную мышцу, а также жировое тело щеки, или жировой комок Биша, который наиболее развит у младенцев.

### Возрастные особенности
Щёки у детей более выпуклые из-за наличия между кожей и щёчной мышцей округлого жирового тела — жирового комка Биша. С возрастом оно становится более плоским и отодвигается назад, за щёчную мышцу.

## Функции
1. Участие в приеме пищи: участие в акте сосания; обеспечение герметичности ротовой полости. 2. Защитная (по отношению к органам ротовой полости): защита от высыхания; механическая защита; химическая (за счет секреции щечных желез – поддержание рН, концентрации электролитов); участие в защитных рефлексах и произвольном опорожнении ротовой полости; иммунологическая (секреция щечными слюнными железами иммуноглобулинов).

## В культуре

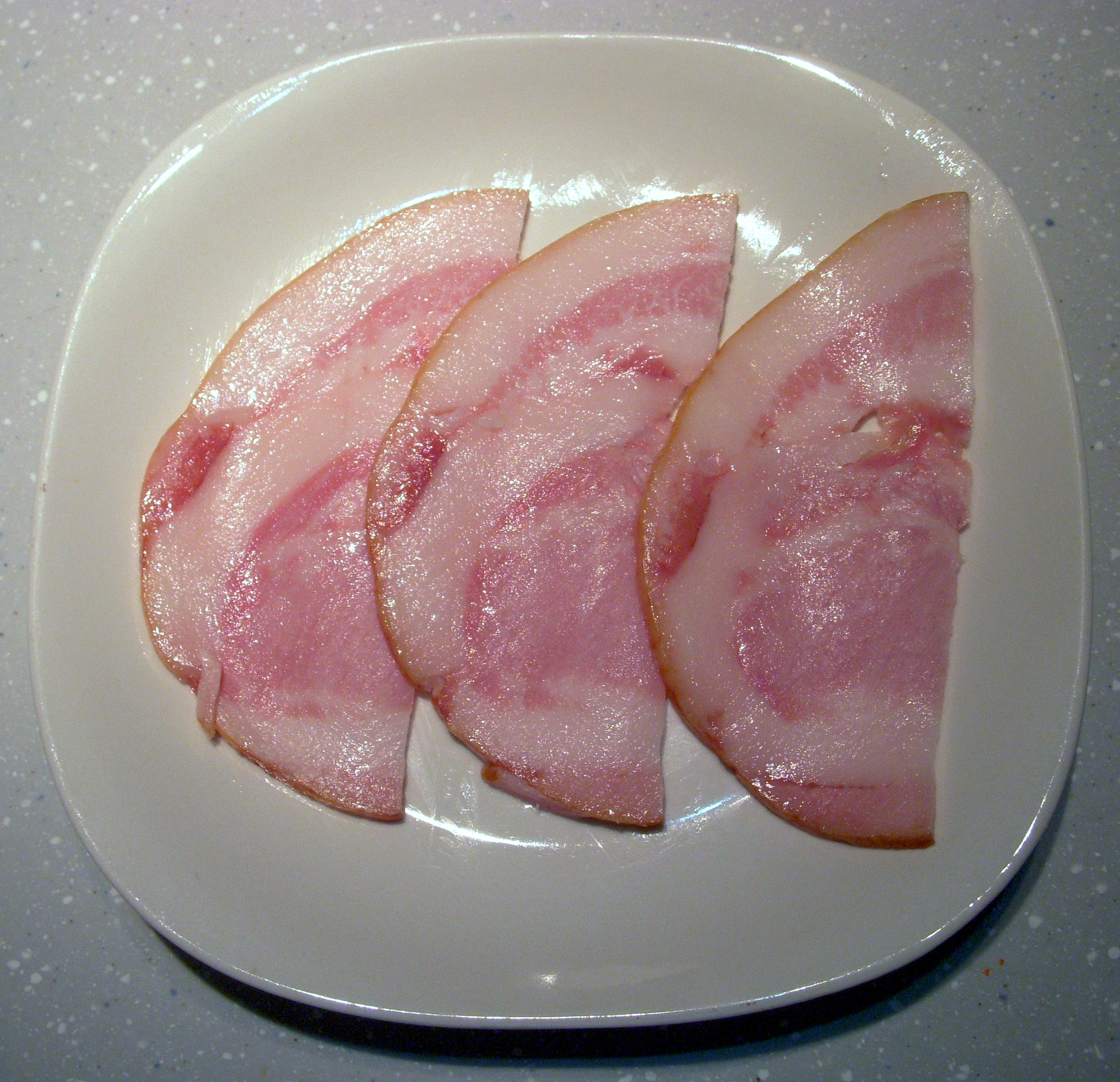
Нарезанные ломтиками солёно-копчённые свиные щёчки

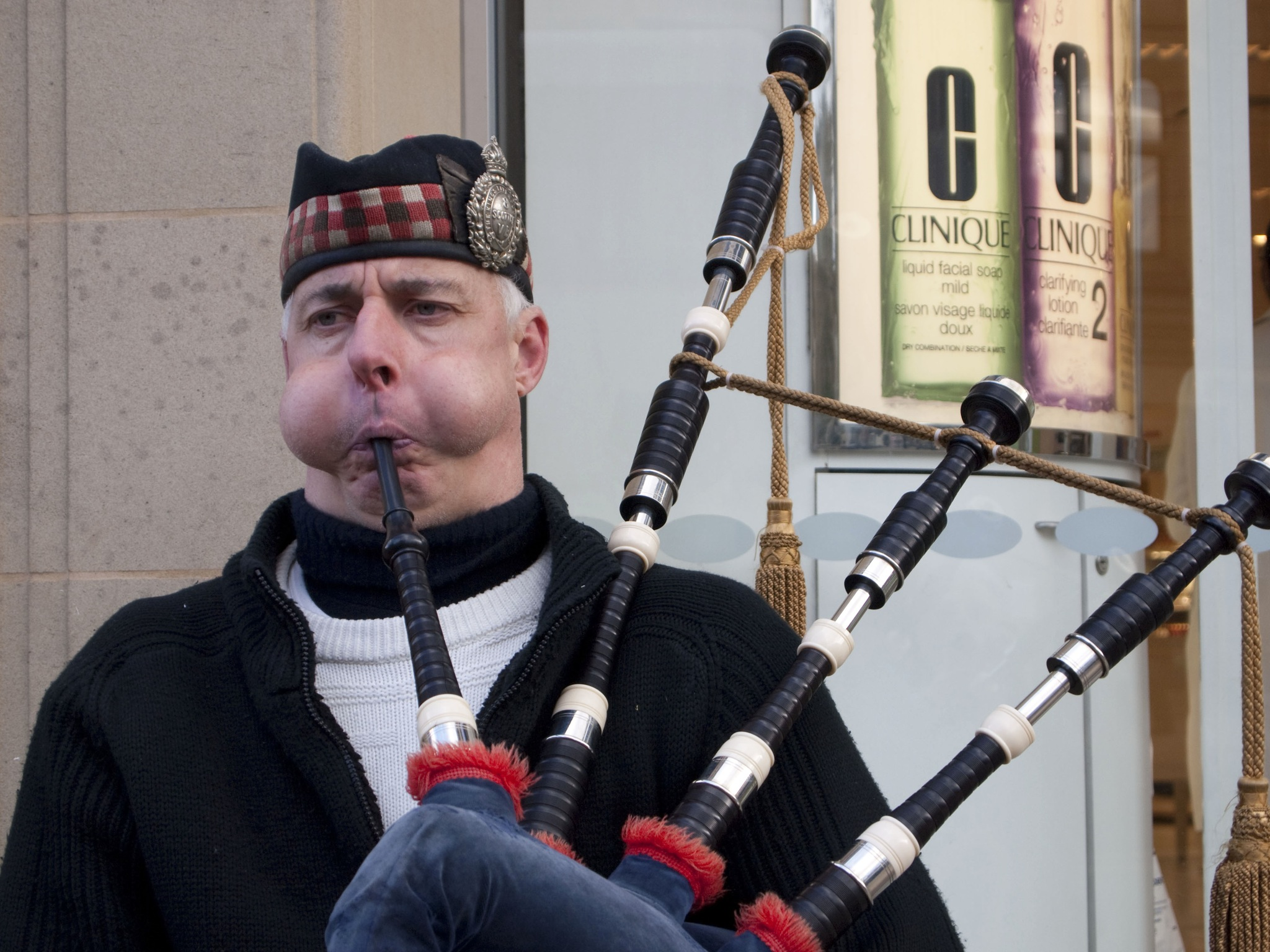
Надутые щёки волынщика

Метафорически щека часто осмысляется как часть ландшафта — название горы Щекавица в Киеве, легендой связываемая с князем Щеком, Ленские щёки и др.
Удар по щеке (пощёчина) — особый оскорбительный жест, лёгкое потрёпывание по щеке или поцелуй в щёку — дружеское приветствие в западной культуре.